# Catharus fuscescens
Catharus fuscescens là một loài chim trong họ Turdidae.

## Hình ảnh

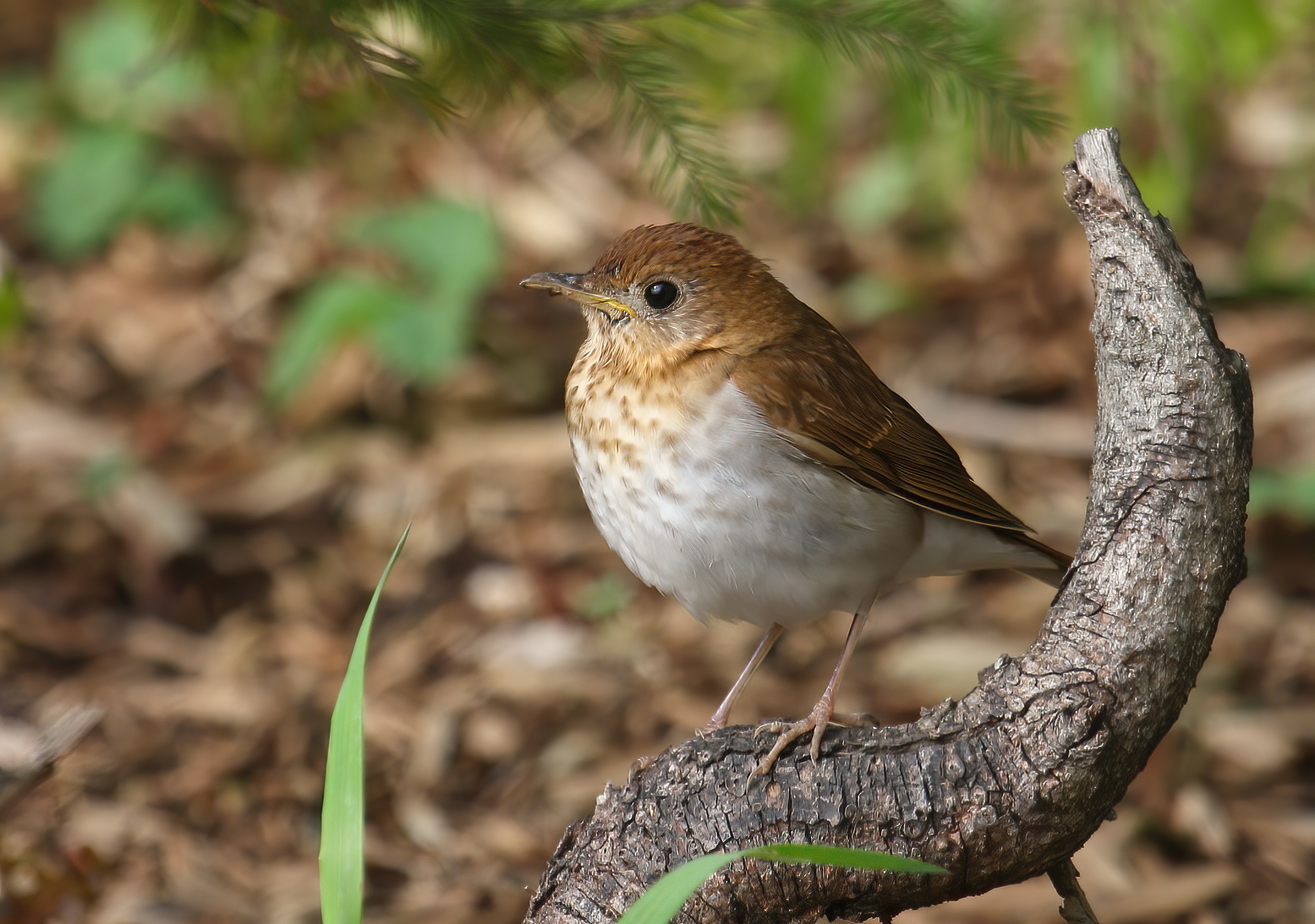
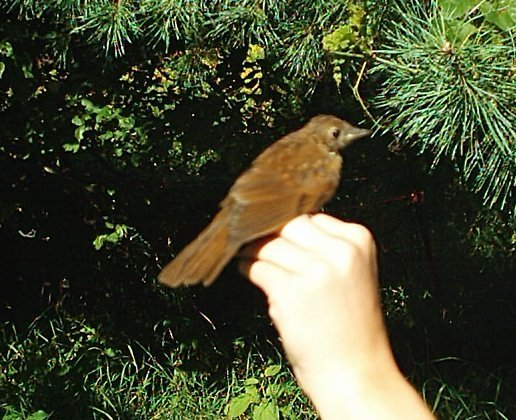